# چوی دوک مون
چوی دوک مون (کره‌ای: 최덕문؛ زادهٔ ۱۹۷۰) بازیگر اهل کره جنوبی است.

## فیلم‌شناسی
- منتخب فیلم‌شناسی
- دکتر اسب[۴]
- کوسه[۵][۶]
- نخست‌وزیر و من[۷][۸]
- مثلث
- کارآگاهان دبیرستان دخترانه
- دوران جوانی
- شب پرستاره گوهو[۹][۱۰]
- ماشین تحریر شیکاگو
- بازی پول
- دکتر وکیل[۱۱]
- ازدواج ممنوع